# 絶対服従
『絶対服従』（ぜったいふくじゅう）は竹内未来による漫画短編、及びこれを表題作とした漫画短編集である。

## 概要
2004年（平成16年）に竹内未来の短編集としてプリンセスコミックス（秋田書店）より発行。1997年（平成9年）から2004年（平成16年）にかけて『プリンセスGOLD』、『サスペリア』（秋田書店）及び『デラックス別冊少女コミック』、『別冊少女コミック』（小学館）において発表された短編が5編収録されている。正式名称は『絶対服従 5つの恋にとらわれる -竹内未来傑作集-』。

### 収録作品
誰が眠り姫を起したの？
『プリンセスGOLD』2000年3月号に掲載。40ページ。
タカハシDASH!
『別冊少女コミック』1997年9月号に掲載。40ページ。
絶対服従
『サスペリア』2000年11月号に掲載。36ページ。
DRAGON BEAT
『プリンセスGOLD 増刊号』2000年に掲載。32ページ。
ONE TAKE
『デラックス別冊少女コミック』1997年11/30号に掲載。32ページ。

## 単行本
- 竹内未来 『絶対服従 - 5つの恋にとらわれる -』 秋田書店（プリンセスコミックス）、全1巻
  1. 2004年（平成16年）10月30日発売。ISBN 4-253-19411-7